# Juliusz Machulski

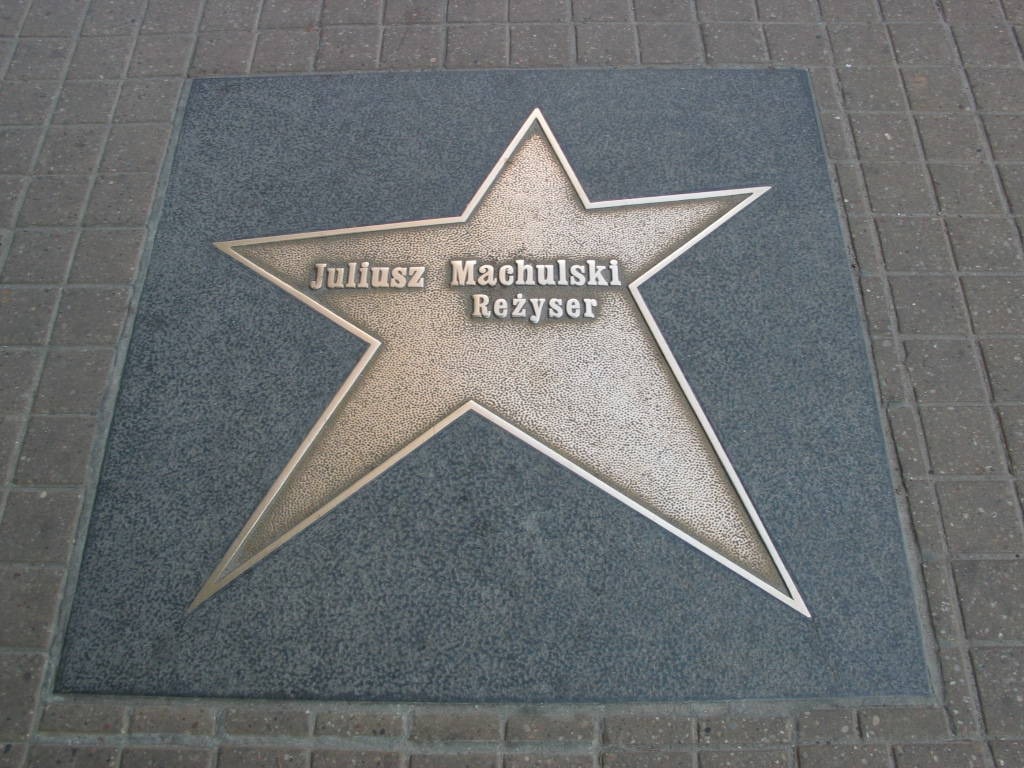
Hvězda na „chodníku hvězd“ v Lodži

Juliusz Machulski (* 10. březen 1955 Olsztyn, Polsko) je polský filmový režisér, producent, herec, scenárista a dramatik.

## Biografie
Je synem herce a režiséra Jana Machulského a herečky Haliny Machulské. V současnosti je ženatý s Ewou Machulskou, v minulosti ve vztahu s herečkami Bozena Stryjkównou a Lizou Machulskou.
Absolvoval VII. gymnázium Juliusza Słowackiho ve Varšavě. V letech 1973 – 1974 zahájil studium na Varšavské univerzitě v oboru polská filologie. V roce 1975 přestoupil na studium režie do Státní vysoké filmové školy – Televizní a divadelní školy Leona Schillera v Lodži. Studium ukončil v roce 1978, diplom obhájil v roce 1980.

## Tvorba
Machulski je autorem řady velmi oceňovaných a populárních komedií, jako jsou například Vabank I, Vabank II, Sexmise, King Size nebo Deja vu. Vystupoval také jako herec (Personel, Lekcje martwego języka, Zabij mnie glino). Machulski je od roku 1988 je šéfem filmového studia Zebra.
10. prosince 1998 mu byla odhalena hvězda na "chodníku hvězd" na Piotrkowské ulici v Lodži.

## Významné filmy
- 1981 – Vabank
- 1983 – Sexmise (Seksmisja)
- 1984 – Vabank II
- 1987 – Kingsajz
- 1990 – Deja vu
- 1991 – VIP
- 1992 – Szwadron
- 1995 – Girl Guide
- 1995 – Matki, żony i kochanki – televizní seriál
- 1997 – Kiler
- 1999 – Kiler-ów 2-óch
- 2000 – Pieniądze to nie wszystko
- 2003 – Superprodukcja
- 2004 – Vinci
- 2008 – Ile waży koń trojański?